# شهرستان تریپ (داکوتای جنوبی)

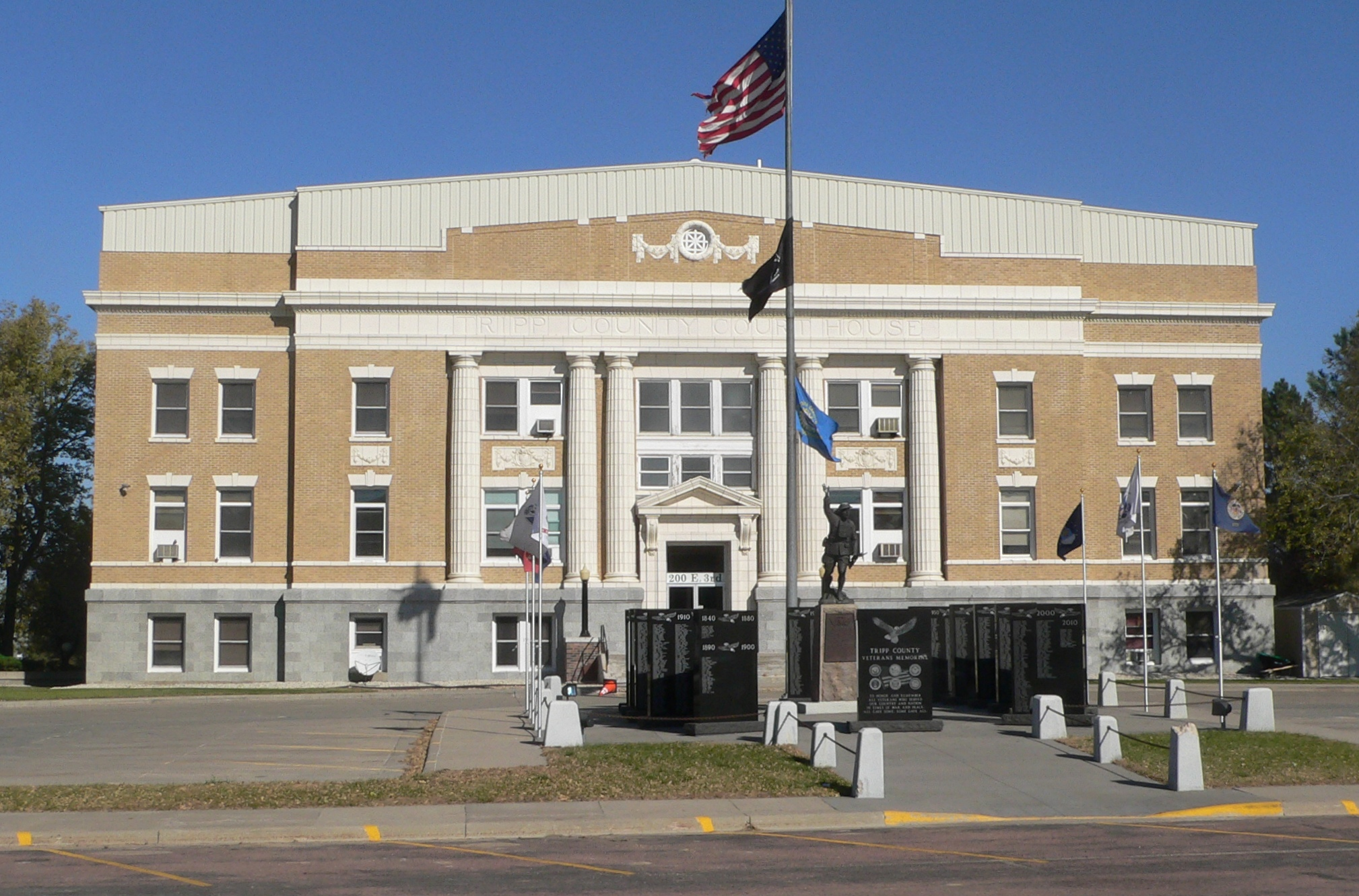
ساختمان شهرستان تریپ

شهرستان تریپ، داکوتای جنوبی (به انگلیسی: Tripp County, South Dakota) یک سکونتگاه مسکونی در ایالات متحده آمریکا است که در داکوتای جنوبی واقع شده‌است.

## خصوصیات
شهرستان تریپ ۴٬۱۸۹ کیلومترمربع مساحت دارد.